# Morti nel 1661
| Questa pagina contiene informazioni ricavate automaticamente dalle voci biografiche con l'ausilio del template Bio e di un bot. L'aggiornamento è periodico e automatico e ricostruisce completamente la pagina. Se manca una persona in questa lista, sei pregato di non aggiungerla, ma accertati piuttosto che la sua voce biografica contenga il template Bio e che i dati anagrafici siano correttamente compilati. Se il template Bio manca, inseriscilo tu stesso o, in alternativa, metti l'avviso {{tmp\|Bio}} che ne segnala la mancanza. Se i dati riportati sono sbagliati, correggi direttamente la voce biografica; le modifiche saranno visibili in questa lista entro pochi giorni. Per chiarimenti vedi il progetto biografie. La lista contiene solo le 98 persone che sono citate nell'enciclopedia e per le quali è stato implementato correttamente il template Bio. Pagina aggiornata al 2 apr 2025. |

## Gennaio(4)
- 1º gennaio - Pieter Claesz, pittore olandese
- 6 gennaio - Pompeo Colonna, scrittore, poeta e librettista italiano
- 12 gennaio - Nicolas Perrey, incisore e pittore francese (n. 1596)
- 29 gennaio - Bartolomeo Gennari, pittore italiano (n. 1594)

## Febbraio(6)
- 2 febbraio - Luca Olstenio, umanista, geografo e storico tedesco (n. 1596)
- 5 febbraio - Shunzhi, imperatore cinese (n. 1638)
- 7 febbraio - Shah Shuja, principe indiano (n. 1616)
- 10 febbraio - Onorio Domenico Caramella, letterato, poeta e religioso italiano (n. 1623)
- 11 febbraio - Pierre Nivelle, vescovo cattolico, abate e pittore francese (n. 1593)
- 26 febbraio - Luigi di Cossé-Brissac, nobile francese (n. 1625)

## Marzo(5)
- 9 marzo - Giulio Mazzarino, cardinale, politico e diplomatico italiano (n. 1602)
- 11 marzo - Mary Scott, III contessa di Buccleuch, nobile scozzese (n. 1647)
- 14 marzo - Adam Lenckhardt, scultore tedesco (n. 1610)
- 22 marzo - Gian Bernardo Frugoni, doge (n. 1591)
- 23 marzo - Pieter de Molijn, pittore e incisore olandese (n. 1595)

## Aprile(1)
- 4 aprile - Alexander Leslie, generale scozzese

## Maggio(7)
- 4 maggio - Jean de Cambefort, cantore e compositore francese
- 9 maggio - Alberik Mazak, presbitero e compositore ceco (n. 1609)
- 10 maggio - Kirill Poluektovič Naryškin, nobile russo (n. 1623)
- 10 maggio - Ranuccio Scotti Douglas, arcivescovo cattolico e diplomatico italiano (n. 1597)
- 14 maggio - Ilario Casolani, pittore italiano (n. 1588)
- 24 maggio - Simeone Difnico, vescovo cattolico italiano (n. 1613)
- 27 maggio - Archibald Campbell, I marchese di Argyll, nobile scozzese (n. 1607)

## Giugno(3)
- 6 giugno - Martino Martini, gesuita, storico e geografo italiano (n. 1614)
- 11 giugno - Giorgio II d'Assia-Darmstadt (n. 1605)
- 21 giugno - Andrea Sacchi, pittore italiano (n. 1599)

## Luglio(5)
- 9 luglio - Federico del Palatinato-Zweibrücken, nobile tedesco (n. 1616)
- 9 luglio - Francesco Paolucci, cardinale italiano (n. 1581)
- 11 luglio - Eitel Federico II di Hohenzollern-Hechingen, principe (n. 1601)
- 21 luglio - Antonius Hambroek, missionario olandese (n. 1607)
- 29 luglio - Valeriano Magni, religioso, diplomatico e filosofo italiano (n. 1587)

## Agosto(10)
- 5 agosto - Cornelis Janssens van Ceulen, pittore olandese
- 6 agosto - Angélique Arnauld, religiosa francese (n. 1591)
- 6 agosto - Flaminio Torri, pittore italiano (n. 1620)
- 7 agosto - Benedetta Carlini, mistica, religiosa e veggente italiana (n. 1590)
- 7 agosto - Jin Shengtan, scrittore, editore e critico letterario cinese (n. 1610)
- 9 agosto - Pieter Danckerts de Rij, pittore olandese (n. 1605)
- 13 agosto - Giovan Francesco Loredan, scrittore italiano (n. 1607)
- 16 agosto - Thomas Fuller, storico e presbitero britannico (n. 1608)
- 28 agosto - Mansueto Merati, vescovo cattolico italiano (n. 1589)
- 29 agosto - Louis Couperin, compositore, clavicembalista e organista francese

## Settembre(4)
- 11 settembre - Jan Fyt, pittore, disegnatore e incisore fiammingo (n. 1611)
- 12 settembre - Christoph Bach, musicista tedesco (n. 1613)
- 16 settembre - Niccolò Placido I Branciforte, nobile e politico italiano
- 19 settembre - Eleonora d'Este, badessa italiana (n. 1597)

## Ottobre(9)
- 4 ottobre - Jacqueline Pascal, poetessa e religiosa francese (n. 1625)
- 6 ottobre - Guru Har Rai, mistico indiano (n. 1630)
- 6 ottobre - Martin Zeiler, scrittore tedesco (n. 1589)
- 13 ottobre - Ernestina di Sayn-Wittgenstein-Hachenburg, nobile tedesco (n. 1626)
- 21 ottobre - Lorenzo Renier, ammiraglio italiano (n. 1604)
- 25 ottobre - Alvaro Alonso Barba, scienziato e presbitero spagnolo (n. 1569)
- 28 ottobre - Ottavio Amigoni, pittore italiano (n. 1606)
- 29 ottobre - Carlo Emanuele Vizzani, giurista e filosofo italiano (n. 1617)
- 31 ottobre - Mehmet Köprülü, militare ottomano (n. 1580)

## Novembre(12)
- 1º novembre - Filippo Prospero di Spagna, nobile spagnolo (n. 1657)
- 1º novembre - Boris Ivanovič Morozov, politico russo (n. 1590)
- 2 novembre - Daniel Seghers, pittore fiammingo (n. 1590)
- 10 novembre - Isabella Appiano, nobildonna italiana (n. 1577)
- 10 novembre - Bernardino Spada, cardinale, arcivescovo e collezionista d'arte italiano (n. 1594)
- 11 novembre - David Ryckaert III, pittore fiammingo (n. 1612)
- 16 novembre - Alessandro Tadino, medico italiano (n. 1580)
- 20 novembre - Gabriel Magdelenet, poeta francese (n. 1587)
- 21 novembre - Giulio Cesare Bianchi, religioso e letterato italiano (n. 1590)
- 21 novembre - Alfonso Perez de Vivero, generale e politico spagnolo (n. 1603)
- 26 novembre - Luis Méndez de Haro y Guzmán, politico spagnolo (n. 1598)
- 29 novembre - Brian Walton, vescovo anglicano, teologo e orientalista britannico (n. 1600)

## Dicembre(3)
- 1º dicembre - Franz Wilhelm von Wartenberg, cardinale e vescovo cattolico tedesco (n. 1593)
- 2 dicembre - Vincenzo della Greca, architetto italiano (n. 1592)
- 28 dicembre - Jacques Chausson, scrittore francese

## Senza giorno specificato(29)
- Alexander Adriaenssen, pittore fiammingo (n. 1587)
- Jan van Aken, pittore e incisore olandese (n. 1614)
- Willem Akersloot, incisore, pittore e disegnatore olandese (n. 1600)
- Ambrosio Arce de los Reyes, scrittore spagnolo (n. 1621)
- Hendrick van Balen il Giovane, pittore fiammingo (n. 1623)
- Jan Gerritsz van Bronckhorst, pittore e incisore olandese (n. 1603)
- Georges de Brébeuf, poeta francese (n. 1617)
- Pietro Castelli, botanico e medico italiano
- Cecco Bravo, pittore italiano (n. 1601)
- Luca Cellesi, vescovo cattolico italiano (n. 1577)
- Joos van Craesbeeck, pittore fiammingo
- Francesco Curradi, pittore italiano (n. 1570)
- Girard Desargues, matematico francese (n. 1591)
- François Dieussart, scultore fiammingo
- Elia Diodati, avvocato e giurista svizzero (n. 1576)
- Adriaen Fonteyn, pittore olandese (n. 1606)
- Arthur Haselrig, militare britannico (n. 1601)
- Charles d'Helfer, compositore francese (n. 1598)
- Gerard Houckgeest, incisore e pittore olandese
- Vasile Lupu, sovrano moldavo (n. 1595)
- Giovanni Antonio Mari, scultore italiano (n. 1630)
- Richard Mico, compositore inglese (n. 1590)
- Famiano Nardini, archeologo italiano (n. 1600)
- Pietro Martire Neri, pittore italiano (n. 1591)
- Claude Poussin, scultore francese
- Francesco Ruschi, pittore italiano (n. 1598)
- Zheng Zhilong, militare, pirata e mercante cinese (n. 1604)
- Lucas de Wael, pittore fiammingo (n. 1591)
- Teimuraz I di Cachezia, re (n. 1589)